# Erik Bukowski
Erik Bukowski (* 18. November 1986 in Berlin) ist ein deutscher Wasserballspieler. Er ist der Sohn des zweimaligen Olympiateilnehmers Piotr Bukowski. 
Erik Bukowski gehört seit 2013 zur ersten Mannschaft des deutschen Wasserball Erstligisten Waspo 98 Hannover. Bis dahin spielte er beim Berliner Rekordmeister Wasserfreunde Spandau 04. Von 2004 bis 2013 gewann er siebenmal den Deutschen Meistertitel und achtmal den Deutschen Pokal. Er trat in 48 Länderspielen für die deutsche Wasserball-Nationalmannschaft an (Stand: 12. Juli 2008). Internationale Höhepunkte waren die Europameisterschaft 1986, die Europameisterschaft 2010 und die Weltmeisterschaft 2011. In der DWL-Saison 2009/2010 wurde Bukowski zum „Spieler des Jahres“ gewählt.
Bukowski ist 1,86 m groß und rechter Außenspieler. Er studierte Wirtschaftsingenieurwesen an der TU Berlin.
| Personendaten    | Personendaten               |
| ---------------- | --------------------------- |
| NAME             | Bukowski, Erik              |
| KURZBESCHREIBUNG | deutscher Wasserballspieler |
| GEBURTSDATUM     | 18. November 1986           |
| GEBURTSORT       | Berlin                      |